# Rio Bolătău (Cracăul Alb)
O Rio Bolătău é um rio da Romênia afluente do Rio Cracăul Alb, localizado no distrito de Neamţ.